# Amici per la pelle (film 1952)
Amici per la pelle (Feed the Kitty) è un film del 1952 diretto da Chuck Jones. È un cortometraggio d'animazione della serie Merrie Melodies, uscito negli Stati Uniti il 2 febbraio 1952. Il film rappresenta la prima apparizione del duo Marc Antonio e Pussyfoot. Dal 1999 viene distribuito col titolo Un micio per amico.

## Trama
Il bulldog Marc Antonio cerca di intimidire il gattino randagio Pussyfoot, ma il cucciolo gli si arrampica sulla schiena e si acciambella nella sua pelliccia. Il cane si innamora all'istante del gattino e decide di adottarlo, portandolo a casa con sé. Al suo arrivo la sua proprietaria, stanca di raccogliere le sue cose, gli ordina di non portare in casa nient'altro. Mentre lo rimprovera, Marc Antonio nasconde discretamente il gattino sotto una ciotola. Pussyfoot si mette però a giocare per tutta la casa rischiando più volte di venire scoperto dalla padrona di Marc Antonio, mentre il cane impiega numerose tattiche per nasconderlo o spacciarlo per un oggetto di uso comune come un piumino da cipria o un giocattolo. A un certo punto Marc Antonio, sentendo arrivare la padrona in cucina, è costretto a nascondere Pussyfoot in un contenitore di farina. La padrona decide di cucinare dei biscotti e versa la farina, insieme a Pussyfoot, in una ciotola. Il cane prova più volte a fermarla, finanche spruzzandosi sul muso della panna montata per sembrare rabbioso, così la donna incredula ed esasperata lo butta fuori di casa. Nel frattempo, il gattino esce dalla ciotola e si pulisce nascosto dietro una scatola di sapone.
Marc Antonio, ignaro del fatto che il gattino sia fuggito, può solo guardare inorridito mentre la sua padrona mescola la pastella per biscotti, stende la pasta, la taglia in forme e mette i biscotti nel forno. Ad ogni fase del procedimento, il povero cane diventa sempre più angosciato fino a quando non crolla infine in lacrime. La sua padrona esce poco dopo e, credendo che stia piangendo per essere stato sgridato, lo fa rientrare e tenta di consolarlo dandogli un biscotto a forma di gatto. Stordito, Marc Antonio si mette il biscotto sulla schiena, quindi ricomincia a piangere. In quel momento arriva Pussyfoot che miagola. Marc Antonio, felice di vedere vivo il suo amico, prende il gattino e lo bacia, quindi si rende conto che la sua proprietaria lo sta guardando. Incapace di nascondere l'evidenza, supplica ai piedi della sua padrona che, con sua sorpresa, gli permette di tenere Pussyfoot, dicendogli severamente che il gattino è completamente sotto la sua responsabilità. Il cane sembra riconsiderare la cosa per un momento, finché Pussyfoot gli fa le fusa, si arrampica di nuovo sulla schiena e si rannicchia per addormentarsi. Marc Antonio sorride soddisfatto e lo copre con una parte della sua pelliccia.

## Distribuzione

### Edizione italiana
Il corto fu distribuito in Italia il 6 dicembre 1962 nel programma Silvestro e Gonzales: Vincitori e vinti, in inglese sottotitolato; fu doppiato nel 1976 dalla Sinc Cinematografica in occasione di una riedizione del programma. Il doppiaggio presenta Marc Antonio come Ettore, riconoscendo comunque l'esistenza del primo personaggio; la padrona dice infatti al cane di andare "nella cuccia di Marc Antonio". Inoltre Marc Antonio fu doppiato pur non avendo in originale dialoghi intellegibili, facendogli pronunciare delle brevi battute di fantasia. Nel 1999 il corto fu ridoppiato in modo più corretto dalla Angriservices Edizioni sotto la direzione di Renzo Stacchi su dialoghi di Giorgio Tausani per la VHS Un micio per amico; anche in questo caso Marc Antonio fu doppiato, ma solo nella seconda parte del corto e comunque senza dialoghi intellegibili.

### Edizioni home video

#### VHS
America del Nord
- A Salute to Chuck Jones (1985)
- Looney Tunes: The Collector's Edition Vol. 2 (1999)

Italia
- Silvestro e Gonzales: Vincitori e vinti, 2ª parte (1985)[4]
- Looney Friends 2 (novembre 1992)
- Un micio per amico (1999)

#### Laserdisc
- Looney Tunes Assorted Nuts (1992)

#### DVD e Blu-ray Disc
Il corto fu inserito come extra nel DVD-Video del documentario Chuck Jones: Extremes & Inbetweens - A Life in Animation, pubblicato in America del Nord il 22 ottobre 2002. Fu poi incluso nel terzo disco della raccolta Looney Tunes Golden Collection: Volume 1 (intitolato Looney Tunes All-Stars: Part 1) distribuita il 28 ottobre 2003, in cui è visibile anche con un commento audio di Greg Ford e con la colonna internazionale; il DVD fu pubblicato in Italia il 2 dicembre 2003 nella collana Looney Tunes Collection, col titolo All Stars: Volume 1. Fu inserito anche nel primo disco della raccolta DVD Looney Tunes Spotlight Collection Volume 1, uscita in America del Nord sempre il 28 ottobre 2003, ristampato l'11 febbraio 2014 col titolo Looney Tunes Center Stage: Volume 1. In Italia fu inserito invece nel DVD Giochetto o scherzetto? della collana I tuoi amici Looney Tunes, uscito il 21 ottobre 2009. Fu poi incluso (nuovamente con le tracce audio alternative) nel secondo disco della raccolta Looney Tunes Platinum Collection: Volume One, uscita in America del Nord in Blu-ray Disc il 15 novembre 2011 e in DVD il 3 luglio 2012. Infine è stato inserito anche nel primo DVD della raccolta 50 cartoons da collezione - Looney Tunes della collana Il meglio di Warner Bros., uscita in America del Nord il 25 giugno 2013 e in Italia il 5 dicembre.

## Accoglienza
Nel 1994 il corto si classificò al 36º posto nel libro di Jerry Beck The 50 Greatest Cartoons. Lo storico dell'animazione David Gerstein selezionò il film per l'inclusione nel libro The 100 Greatest Looney Tunes Cartoons, scrivendo che è «una storia che risuona ancora oltre cinquant'anni dopo. Qual è il suo segreto? Non il melodramma, perché il suo melodramma non è del tutto diverso da quello dei predecessori animati più sdolcinati. Non la coscienza, perché anche molti corti precedenti avevano buone intenzioni. No, il segreto di Amici per la pelle è il suo meraviglioso mix di questi elementi con un umorismo impeccabile e fantastici character design: le immagini del regista Chuck Jones erano semplicemente al culmine della loro potenza quando si unirono a questa storia, e hanno fatto la differenza».